# 穆薩阿里山
12°28′07″N 42°24′15″E / 12.46861°N 42.40417°E

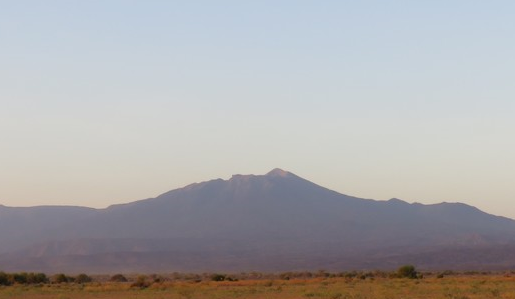

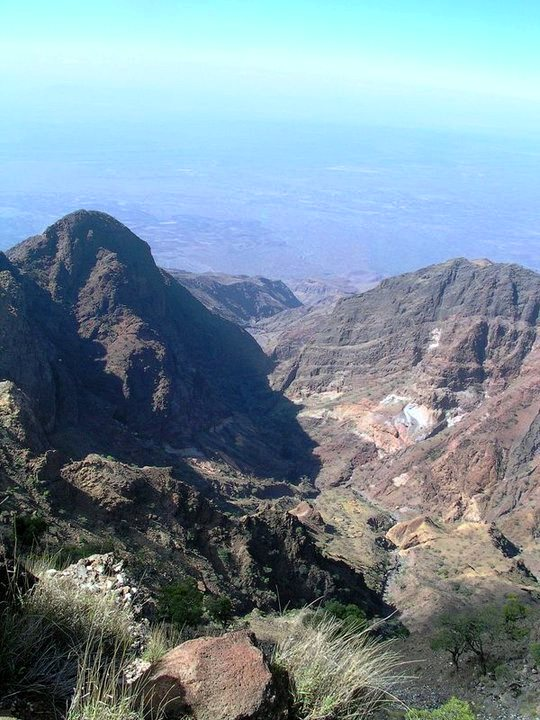

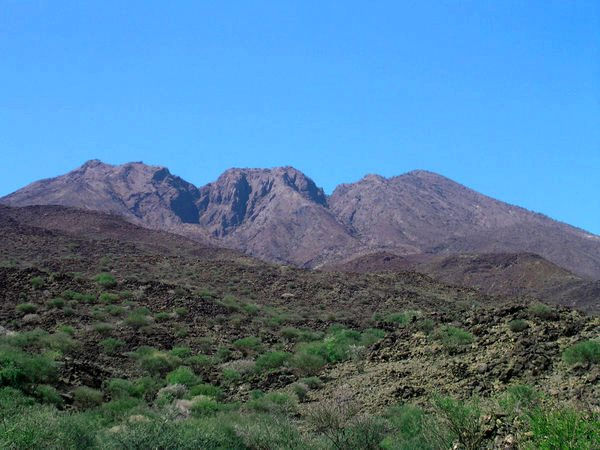

穆薩阿里山是非洲的火山，位於埃塞俄比亞、厄立特里亞和吉布提接壤的三邊交界，海拔高度2,021米，最近一次火山爆發在全新世之前發生，人類在1841年首次登頂。